# Héctor Ceballos
Héctor González Ceballos (26 de julio de 1950, Córdoba, Córdoba, Argentina) es un maestro de karate-do y kobu-do argentino y médico cirujano especializado en ginecología. Actualmente es Presidente de International Shorin-Ryu Karate-Do & Kobu-Do Shinshukan y Responsable Nacional en Argentina de la misma, fue Vicepresidente también desde el 2008 hasta el 2024. Ostenta las graduaciones de Shinshukan Karate-Do 9°Dan Hanshi y Shinshukan Kobu-Do 7°Dan Kyoshi.

## Biografía
Héctor nació un 26 de julio de 1950 en Córdoba, Córdoba, Argentina.
Aunque también practicó Judo durante 5 años, empezó a practicar karate cuando tenía 10 años en 1967 con el maestro japonés Shoei Miyazato, quien fue el fundador de la Escuela Miyazato de Karate-Do y 6°Dan en ese momento.En 1987 ingresó a entrenar con el Gran Maestro Yoshihide Shinzato y en 1993 obtiene la graduación de 7.º Dan otorgada por el Gran Maestro Katsuya Miyahira y el Gran Maestro Yoshihide Shinzato.Tras su afiliación a la Shinshukan fue creada la Argentina Shorin-Ryu Karate-Do & Kobu-Do Shinshukan con sede en la Ciudad de Córdoba.
El 15 de diciembre de 2007 recibió junto con Masahiro Shinzato la graduación de 9°Dan Hanshi tras un certificado solicitado por Yoshihide Shinzato y emitido por Katsuya Miyahira el 23 de noviembre de 2007, siendo así la primera persona nacida en Occidente en obtener una graduación de 9°Dan por parte de la línea del Gran Maestro Choshin Chibana.

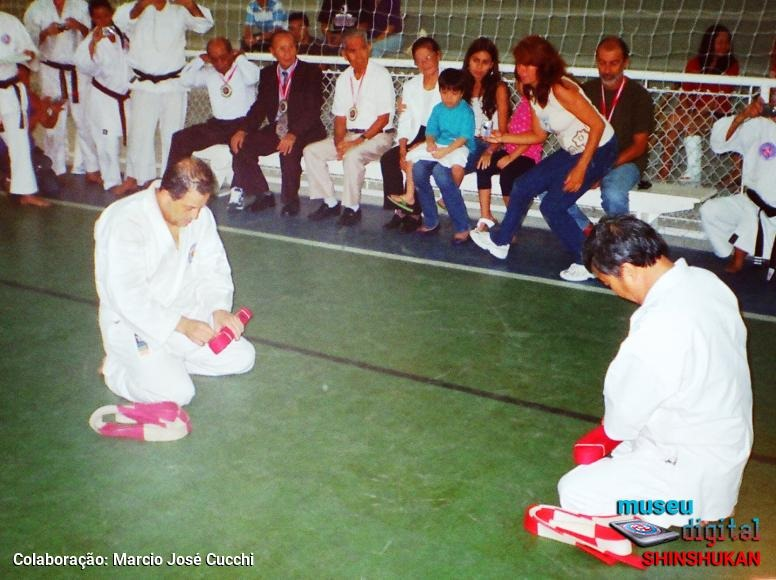
Los Maestros Héctor Ceballos y Masahiro Shinzato recibiendo su graduación de 9°Dan

Tras la muerte de Yoshihide Shinzato en 2008, heredó junto con Masahiro Shinzato, la escuela, siendo Héctor designado Vicepresidente, ostentando ya el cargo de Responsable Nacional de Argentina desde su afiliación en 1987.
Tras una serie de visitas de los Grandes Maestros Maeshiro Morinobu y Kiyoshi Tsuha. En el último Seminario realizado de esta visita en Cotia en 2020. El Gran Maestro Héctor Ceballos y el Maestro Gilberto Israel, fueron examinados y graduados a la graduación de Shinshukan Kobu-Do 7°Dan Kyoshi, examinados por el Gran Maestro Kiyoshi Tsuha, quien es 10°Dan de Kobu-Do y el Maestro Hirokazu Shinzato quien es 8°Dan de Kobu-Do y Director Técnico de Kobu-Do de ISKKS.

## Graduaciones
| Año  | Graduación                        | Otorgada por:                                             |
| ---- | --------------------------------- | --------------------------------------------------------- |
| 1989 | Shinshukan Karate-Do 6°Dan Renshi | Dai Sensei Katsuya Miyahira Dai Sensei Yoshihide Shinzato |
| 1993 | Shinshukan Karate-Do 7°Dan Kyoshi | Dai Sensei Katsuya Miyahira Dai Sensei Yoshihide Shinzato |
| 2001 | Shinshukan Karate-Do 8°Dan Kyoshi | Consejo de Maestros de Okinawa                            |
| 2003 | Shinshukan Kobu-Do 5°Dan          | Dai Sensei Yoshihide Shinzato                             |
| 2007 | Shinshukan Karate-Do 9°Dan Hanshi | Dai Sensei Katsuya Miyahira Dai Sensei Yoshihide Shinzato |
| 2012 | Shinshukan Kobu-Do 6°Dan Renshi   | ISKKS                                                     |
| 2020 | Shinshukan Kobu-Do 7°Dan Kyoshi   | ISKKS                                                     |